# Čierne Pole
Čierne Pole é um município da Eslováquia, situado no distrito de Michalovce, na região de Košice. Tem 5,17 km² de área e sua população em 2018 foi estimada em 355 habitantes.

## Demografia
| Ano:        | 1994 | 2004   | 2014   | 2024   |
| ----------- | ---- | ------ | ------ | ------ |
| Broj ljudi: | 300  | 307    | 282    | 307    |
| Razlika:    |      | +2,33% | -8,14% | +8,86% |

| Ano:               | 2023 | 2024   |
| ------------------ | ---- | ------ |
| Número de pessoas: | 324  | 307    |
| Diferença:         |      | -5,24% |